# Șardu, Cluj
Șardu, colocvial Șard, alternativ Șardu Unguresc, (în maghiară Magyarsárd, colocvial Sárd, în trad. "Noroieni") este un sat în comuna Sânpaul din județul Cluj, Transilvania, România.

## Date geografice
Altitudinea medie: 424 m.

## Lăcașuri de cult
- Biserica Reformată-Calvină (inițial romano-catolică, finisată în sec.XIV), în prezent ruinată. Se mai văd numai părți din cor și din sacristie.
- Biserica românească din lemn "Sf. Arhangheli Mihail și Gavriil“, din 1752.

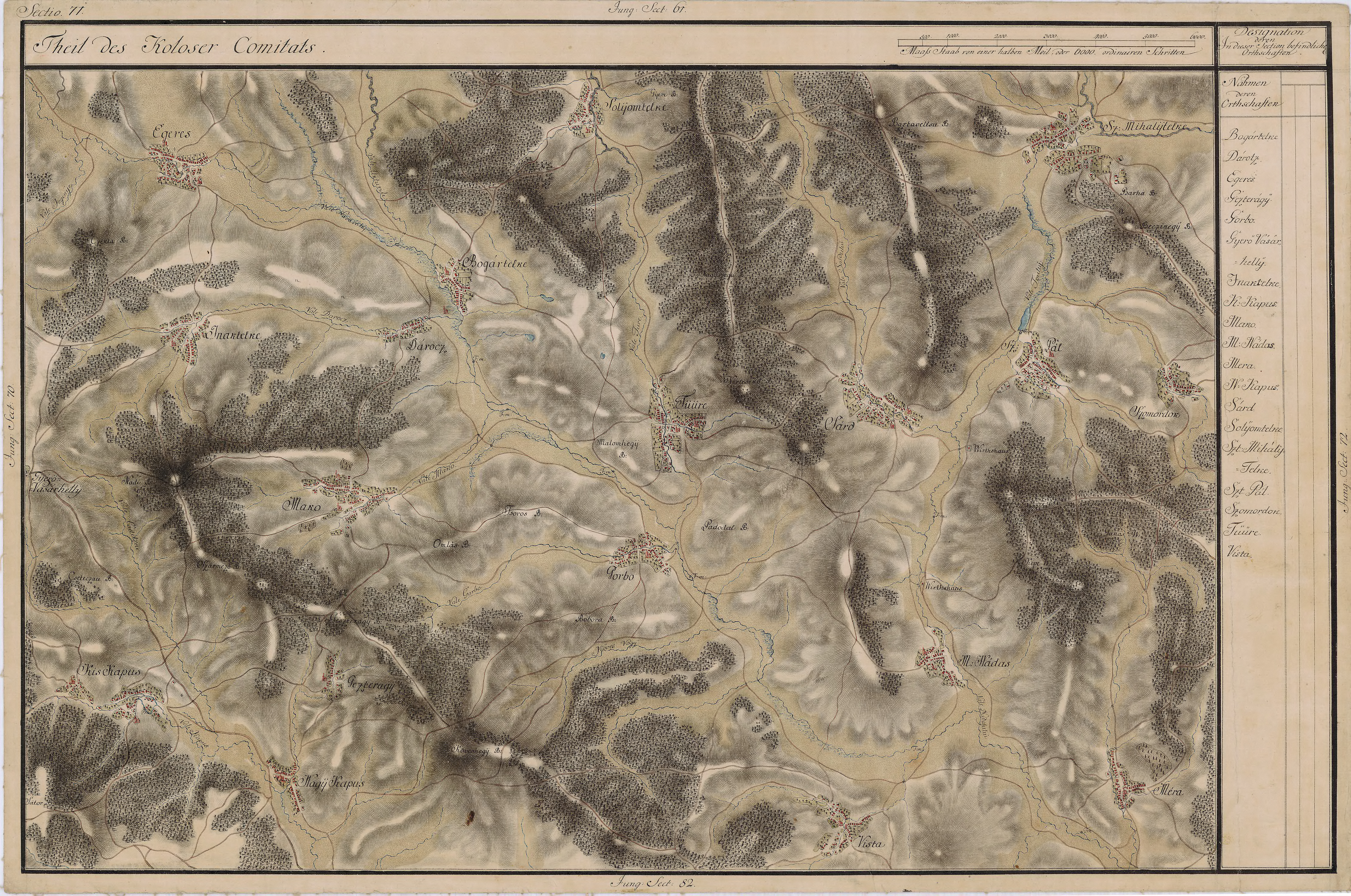
Şardu pe Harta Iosefină a Transilvaniei, 1769-1773